# 모스톨레스 센트랄역
모스톨레스 센트랄 역(스페인어: Móstoles Central) 또는 모스톨레스역 (Móstoles)은 마드리드 지하철 12호선과 세르카니아스 마드리드 노선이 다니는 환승역이다. 마드리드 지방 모스톨레스 시 서쪽의 에스타시온 거리에 위치해 있다. 요금구역상으로는 B2구역에 속한다.
'모스톨레스 센트랄 역'은 지하철역 이름이고, '모스톨레스 역'은 세르카니아스 역의 이름이다.

## 역사
모스톨레스 철도역은 본래 마드리드-알모록스 협궤노선이 다니던 역이었다. 1970년대 들어서 마드리드-알모록스 선이 폐선되고, 그 이후 기존의 협궤선로를 1668mm 너비의 이베리아궤로 바꾸는 공사를 거쳤다. 이후 1980년대 세르카니아스 마드리드 체계 출범과 함께 세르카니아스 C6호선 (현 C5호선) 열차가 다니게 되었다.
지하철역은 2003년 4월 11일 12호선 전 구간 개통과 함께 모스톨레스 역 지하에 문을 열었다. 이름은 '모스톨레스 센트랄'이지만 정작 모스톨레스 중심가와는 그리 인접해 있지 않다. 다만 모스톨레스 중심가에서 가장 가까운 지하철역이기는 하다. 12호선 개통 이후 세르카니아스-지하철-버스로 이어지는 환승체계가 이루어지게 되었으며, 7개 버스 노선이 이곳을 종점으로 향하게 되었다.
2009년에는 모스톨레스와 나발카르네로를 잇는 새로운 지역철도 노선이 계획되었고, 그 시종착역이 될 또다른 지하역 공사가 시작되었다. 하지만 수익성이 낮다는 논란으로 2010년 6월부터 공사 진행속도가 느려지기 시작했고, 결국 2012년 1월 시공업체인 OHL 측에서 무기한 공사 중단 조치를 내렸다. 2013년에는 모스톨레스 시의회, 나발카르네로 시의회, 마드리드 지방정부, 스페인 국토부 등이 협약을 체결하여, 이미 지어진 구간을 세르카니아스 C5호선으로 편입하는 등의 해결 방안을 모색하기로 결정하였다.
2014년 6월 21일부터는 우니베르시다드 레이 후안 카를로스 역부터 오스피탈 데 모스톨레스 역까지의 구간이 시설정비 공사로 잠시 운행을 멈추었다. 승강장 및 이동통로 시설 현대화와 개선공사 등의 작업이 이뤄졌으며 2014년 7월 5일에 마무리되었다.
2015년 6월 20일부터는 우니베르시다드 레이 후안 카를로스 역부터 로랑카 역까지 다시 한번 시설개선 공사로 운행을 일시 중단하였다. 운행 중단기간 동안에는 마드리드 지하철공사 측에서 특별 버스노선을 편성해 운영하였다. 공사는 2015년 9월 6일에 끝났다.

## 환승 정보
역 주변에 시외버스 정류장이 다섯 곳 있다.
버스
- 모스톨레스 시내버스
  - 1, 3, 5번 노선 (주간)
- 시외버스
  - 498, 499, 519, 526, 527, 529, 529A, 529H, 531, 531A, 535, 541, 545, 546, 547, 548번 노선 (주간)
  - N501번 노선 (야간)

지하철과 세르카니아스
| 마드리드 지하철                          | 마드리드 지하철        | 마드리드 지하철    |
| ---------------------------------------- | ---------------------- | ------------------ |
| 우니베르시다드 레이 후안 카를로스 순환선 | 마드리드 지하철 12호선 | 프라디요 순환선    |
| 세르카니아스 마드리드                    |                        |                    |
| 라스 레타마스 우마네스                   | C5호선                 | 모스톨레스-엘 소토 |